# Ficus polynervis
Ficus polynervis là một loài thực vật có hoa trong họ Moraceae. Loài này được S.S.Chang mô tả khoa học đầu tiên năm 1983.